# Canoagem nos Jogos Asiáticos de 2022
As provas de canoagem nos Jogos Asiáticos de 2022 foram realizadas no Centro de Esportes Aquáticos de Fuyang, na cidade de Hangzhou, na China entre os dias 30 de setembro e 7 de outubro de 2023.

## Cronograma
| H | Heats | S | Semifinal | F | Final |

| Evento ↓ / Data →   | 30 Sáb | 30 Sáb | 1 Dom  | 1 Dom  | 2 Seg  | 3 Ter  | 4 Qua  | 5 Qui  | 6 Sex  | 6 Sex  | 7 Sáb  | 7 Sáb  |        |        |        |        |
| Slalom              | Slalom | Slalom | Slalom | Slalom | Slalom | Slalom | Slalom | Slalom | Slalom | Slalom | Slalom | Slalom | Slalom | Slalom | Slalom | Slalom |
| ------------------- | ------ | ------ | ------ | ------ | ------ | ------ | ------ | ------ | ------ | ------ | ------ | ------ | ------ | ------ | ------ | ------ |
| C-1 masculino       |        |        |        |        |        |        |        | H      | S      | F      |        |        |        |        |        |        |
| K-1 masculino       |        |        |        |        |        |        |        | H      |        |        | S      | F      |        |        |        |        |
| C-1 feminino        |        |        |        |        |        |        |        | H      |        |        | S      | F      |        |        |        |        |
| K-1 feminino        |        |        |        |        |        |        |        | H      | S      | F      |        |        |        |        |        |        |
| Velocidade          |        |        |        |        |        |        |        |        |        |        |        |        |        |        |        |        |
| C-1 1000m masculino | H      | S      |        |        | F      |        |        |        |        |        |        |        |        |        |        |        |
| C-2 500m masculino  | H      | S      |        |        | F      |        |        |        |        |        |        |        |        |        |        |        |
| C-2 1000m masculino |        |        |        |        |        | F      |        |        |        |        |        |        |        |        |        |        |
| K-1 1000m masculino | H      | S      |        |        | F      |        |        |        |        |        |        |        |        |        |        |        |
| K-2 500m masculino  | H      | S      |        |        | F      |        |        |        |        |        |        |        |        |        |        |        |
| K-4 500m masculino  |        |        | H      | S      |        | F      |        |        |        |        |        |        |        |        |        |        |
| C-1 200m feminino   |        |        | H      | S      |        | F      |        |        |        |        |        |        |        |        |        |        |
| C-2 200m feminino   |        |        |        |        |        | F      |        |        |        |        |        |        |        |        |        |        |
| C-2 500m feminino   |        |        |        |        | F      |        |        |        |        |        |        |        |        |        |        |        |
| K-1 500m feminino   |        |        | H      | S      |        | F      |        |        |        |        |        |        |        |        |        |        |
| K-2 500m feminino   | H      | S      |        |        | F      |        |        |        |        |        |        |        |        |        |        |        |
| K-4 500m feminino   |        |        |        |        |        | F      |        |        |        |        |        |        |        |        |        |        |

## Slalom

### Masculino
| Evento | Ouro                   | Prata                          | Bronze                           |
| ------ | ---------------------- | ------------------------------ | -------------------------------- |
| C-1    | Xie Yuancong CHN China | Anvar Klevleev UZB Uzbequistão | Alexandr Kulikov KAZ Cazaquistão |
| K-1    | Quan Xin CHN China     | Yuuki Tanaka JPN Japão         | Wu Shao-hsuan TPE Taipé Chinês   |

### Feminino
| Evento | Ouro                           | Prata                                | Bronze                                |
| ------ | ------------------------------ | ------------------------------------ | ------------------------------------- |
| C-1    | Huang Juan CHN China           | Anastassiya Ananyeva KAZ Cazaquistão | Haruka Okazaki JPN Japão              |
| K-1    | Chang Chu-han TPE Taipé Chinês | Li Lu CHN China                      | Yekaterina Tarantseva KAZ Cazaquistão |

## Sprint

### Masculino
| Evento     | Ouro                                                           | Prata                                                                   | Bronze                                                             |
| ---------- | -------------------------------------------------------------- | ----------------------------------------------------------------------- | ------------------------------------------------------------------ |
| C-1 1000 m | Lai Kuan-chieh TPE Taipé Chinês                                | Vladlen Denisov UZB Uzbequistão                                         | Timofey Yemelyanov KAZ Cazaquistão                                 |
| C-2 500 m  | KAZ Cazaquistão Sergey Yemelyanov Timur Khaidarov              | JPN Japão Masato Hashimoto Ryo Naganuma                                 | IRI Irã Adel Mojallali Kia Eskandani                               |
| C-2 1000 m | UZB Uzbequistão Shokhmurod Kholmurodov Nurislom Tukhtasin Ugli | KAZ Cazaquistão Timofey Yemelyanov Sergey Yemelyanov                    | IND Índia Arjun Singh Sunil Singh Salam                            |
| K-1 1000 m | Zhang Dong CHN China                                           | Shakhriyor Makhkamov UZB Uzbequistão                                    | Kirill Tubayev KAZ Cazaquistão                                     |
| K-2 500 m  | CHN China Bu Tingkai Wang Congkang                             | KOR Coreia do Sul Cho Gwang-hee Jang Sang-won                           | IRI Irã Sepehr Saatchi Peyman Ghavidel                             |
| K-4 500 m  | CHN China Bu Tingkai Wang Congkang Zhang Dong Dong Yi          | KOR Coreia do Sul Cho Gwang-hee Jo Hyun-hee Jang Sang-won Jeong Ju-hwan | JPN Japão Keiji Mizumoto Akihiro Inoue Taishi Tanada Seiji Komatsu |

### Feminino
| Evento    | Ouro                                                 | Prata                                                           | Bronze                                                                                    |
| --------- | ---------------------------------------------------- | --------------------------------------------------------------- | ----------------------------------------------------------------------------------------- |
| C-1 200 m | Lin Wenjun CHN China                                 | Orasa Thiangkathok THA Tailândia                                | Mariya Brovkova KAZ Cazaquistão                                                           |
| C-2 200 m | CHN China Shuai Changwen Lin Wenjun                  | KAZ Cazaquistão Margarita Torlopova Ulyana Kisseleva            | UZB Uzbequistão Shokhsanam Sherzodova Nilufar Zokirova                                    |
| C-2 500 m | CHN China Xu Shixiao Sun Mengya                      | KAZ Cazaquistão Rufina Iskakova Mariya Brovkova                 | THA Tailândia Orasa Thiangkathok Aphinya Sroichit                                         |
| K-1 500 m | Li Dongyin CHN China                                 | Stephenie Chen SGP Singapura                                    | Hedieh Kazemi IRI Irã                                                                     |
| K-2 500 m | CHN China Yin Mengdie Wang Nan                       | KAZ Cazaquistão Olga Shmelyova Irina Podoinikova                | UZB Uzbequistão Ekaterina Shubina Arina Tanatmisheva                                      |
| K-4 500 m | CHN China Li Dongyin Yin Mengdie Wang Nan Sun Yuewen | KOR Coreia do Sul Choi Ran Lee Han-sol Jo Shin-young Lee Ha-lin | UZB Uzbequistão Shakhrizoda Mavlonova Arina Tanatmisheva Ekaterina Shubina Yuliya Borzova |

## Nações participantes
Um total de 213 atletas de 20 nações competiram na canoagem nos Jogos Asiáticos de 2022:
- AFG Afeganistão (1)
- CHN China (17)
- TPE Taipé Chinês (5)
- HKG Hong Kong (8)
- IND Índia (17)
- INA Indonésia (7)
- IRI Irã (15)
- IRQ Iraque (3)
- JPN Japão (15)
- KAZ Cazaquistão (24)
- KGZ Quirguistão (4)
- MAC Macau (4)
- NEP Nepal (1)
- PHI Filipinas (2)
- SGP Singapura (8)
- KOR Coreia do Sul (16)
- TJK Tajiquistão (7)
- THA Tailândia (26)
- UZB Uzbequistão (22)
- VIE Vietnã (11)

## Tabela geral de medalhas
| Pos.                | País                | Ouro | Prata | Bronze | Total |
| ------------------- | ------------------- | ---- | ----- | ------ | ----- |
| 1                   | China (CHN)         | 12   | 1     | 0      | 13    |
| 2                   | Taipé Chinês (TPE)  | 2    | 0     | 1      | 3     |
| 3                   | Cazaquistão (KAZ)   | 1    | 5     | 5      | 11    |
| 4                   | Uzbequistão (UZB)   | 1    | 3     | 3      | 7     |
| 5                   | Coreia do Sul (KOR) | 0    | 3     | 0      | 3     |
| 6                   | Japão (JPN)         | 0    | 2     | 2      | 4     |
| 7                   | Tailândia (THA)     | 0    | 1     | 1      | 2     |
| 8                   | Singapura (SGP)     | 0    | 1     | 0      | 1     |
| 9                   | Irã (IRI)           | 0    | 0     | 3      | 3     |
| 10                  | Índia (IND)         | 0    | 0     | 1      | 1     |
| Total (10 entradas) | Total (10 entradas) | 16   | 16    | 16     | 48    |